# دیکتیوما
دیکتیوما به انگلیسی: Diktyoma یا مدولواپیتلیومای جسم مژگانی یا تراتونوروما، توموری نادر است که از اپیتلیوم مدولاری اولیه در جسم مژگانی چشم ایجاد می‌شود. تقریباً همه دیکتیوماها در جسم مژگانی ایجاد می‌شوند، اگرچه به ندرت ممکن است از سر عصب بینایی یا شبکیه ایجاد شوند. 
نام "دیکتیوما" از روی ویژگی‌های آن در بافت‌شناسی انتخاب شده است.

## علائم و نشانه‌ها
شایع‌ترین علائم دیکتیوما از دست دادن بینایی و درد است، در حالی که شایع‌ترین علائم آن، لکوکوریا(leukocoria) و وجود توده در عنبیه یا جسم مژگانی است.  علائم و نشانه‌های دیگر آن عبارتند از سابلوکساسیون عدسی، گلوکوم، آب مروارید، اگزوفتالموس، بوفتالموس، استرابیسم و پتوز .

## تشخیص افتراقی

### طبقه‌بندی
دیکتیوما بر اساس بافت هتروپلاستیک در نوع اول به انواع تراتوئید و غیرتراتوئید طبقه بندی می‌شود. هر کدام از این انواع ممکن است بر اساس بافت‌شناسی به دو نوع خوش‌خیم یا بدخیم طبقه بندی شوند.
بر اساس بافت‌شناسی، اگر تومور حاوی نوروبلاست‌هایی با تمایز ضعیف، پلئومورفیسم هسته‌ای ، فعالیت میتوزی غیرطبیعی قابل توجه، اجزای سارکوماتوز یا تهاجم به یووه‌آ ، قرنیه یا صلبیه باشد، به عنوان بدخیم طبقه بندی می‌شود.  بیشتر دیکتیوماها بدخیم هستند.  

### یافته‌های تصویربرداری
تصویربرداری مانند سونوگرافی (US)، توموگرافی کامپیوتری (CT) و تصویربرداری رزونانس مغناطیسی (MRI) در تشخیص کمک کنتده‌ است. در سونوگرافی، دیکتیوماها معمولاً به صورت توده‌های اکوژنیک نامنظم نسبت به اووئید ظاهر می‌شوند.  سونوگرافی برای نشان دادن تجمع کیستیک مایع زجاجیه در تومور، عالی است و ممکن است کلسیفیکاسیون در نوع تراتوئید را هم نشان دهد.
در CT، دیکتیوماها معمولاً به صورت توده‌های متراکم و نامنظم در جسم مژگانی ظاهر می‌شوند که با تجویز ماده حاجب داخل وریدی افزایش می‌یابند. CT برای نشان دادن کلسیفیکاسیون دیستروفیک در نوع تراتوئید، عالی است. 
در MRI، دیکتیوماها معمولاً  با افزایش آشکار هوموژنی پس از تجویز مواد حاجب داخل وریدی (به جز قسمت‌های برجستۀ اجزای کیستیک، که در آنصورت، ممکن است غیرهوموژنوس شوند)، نسبت به زجاجیه، در تصاویر با وزن T۱ از کم تا نسبتاً هایپردنس و در تصاویر با وزن T۲ کاملاً هایپردنس به نظر می‌رسند. MRI برای تشخیص تومورهای کوچک ۲ میلی‌متری بسیار عالی است. 

### یافته‌های آسیب‌شناسی
در نگاه کلی، تومور به رنگ سفید، خاکستری یا زرد، با سطح نامنظم و اغلب با کیست‌های کوچک به نظر می‌رسد.  ممکن است در بخش‌های بریده شده کیست‌های کوچک بیشتری یافت شوند. این کیست‌ها ممکن است از سطح جدا شده و آزادانه در زلالیه یا زجاجیه شناور شوند.  همچنین ممکن است تومور حاوی ذرات خاکستری مایل به سفید باشد. عدسی ممکن است در برخی موارد با یک غشای نیمه شفاف پوشیده شود. تومور ممکن است به صورت موضعی به عنبیه یا شبکیه قدامی یا از طریق قرنیه یا صلبیه حمله کند. در موارد پیشرفته، مانند رتینوبلاستوماممکن است کل کره چشم را در بر بگیرد. 

### یافته‌های بافت‌شناسی
از نظر میکروسکوپی، سلول‌های تومور از شبکیه جنینی یا اپیتلیوم مژگانی بدون رنگدانه تشکیل می‌شود. ذرات گچی خاکستری مایل به سفید در تودۀ تومور مربوط به کانون‌های غضروف در بافت‌شناسی است. غشای نیمه شفاف پوشاننده عدسی در برخی از تومورها مربوط به گسترش سلول‌های نئوپلاستیک است. 
سلول‌های تومور یک الگوی دیکتیوماتوز مشخص را با طناب‌ها و ورقه‌های تا شده شبیه به تور ماهیگیریتشکیل می‌دهند.  در رشد اولیه شبکیه، سلول‌های اپیتلیال مدولاری قطبیت پیدا می‌کنند، به طوری که یک غشای پایه مرتبط با زجاجیه غشای محدود کننده داخلی را در یک طرف تشکیل می‌دهد، در حالی که در طرف دیگر، میله‌های انتهایی، غشای محدود کنندۀ خارجی را تشکیل می‌دهند. سلول‌های تومور در حال رشد دیکتیوما، قطبیت یکسانی را حفظ می‌کنند و به صورت تارها و ورقه‌هایی مرتب شده‌اند که بر روی خودشان تا می‌شوند. بسته به جهت تا شدن، برخی از چین‌ها مجموعه سیال را احاطه می‌کنند، در حالی که برخی دیگر چنین نیستند. این فضاهای پر از مایع، مرتبط با کیست‌های کوچک‌اند که عمدتاً از زجاجیه تشکیل شده‌اند.
حدود۳۰ تا ۵۰ درصد دیکتیوماها حاوی عناصر هتروپلاستیک هستند و بنابراین به زیرگروه تراتوئید تعلق دارند.  این عناصر هتروپلاستیک ممکن است شامل غضروف هیالین، رابدومیوبلاستها و بافت نوروگلیال باشد. عناصر سارکوماتوز ممکن است در تومورهای بدخیم دیده شوند. کانون‌های کلسیفیکاسیون دیستروفیک نیز ممکن است وجود داشته باشد.

## درمان
دیکتیوما با نظارت دقیق یا با انوکلاسیون چشم درمان می‌شود. رزکسیون به روش جراحی به دلیل خطر عوارض دیررس آن و احتمال متاستاز دیگر انجام نمی‌شود. ضایعات کوچک را می‌توان با براکی‌تراپی پلاک ید-۱۲۵ درمان کرد. متاستازهای دیررس و مرگ و میر در آنها نادر است. مرگ و میر ممکن است در بیماران با گسترش خارج چشمی به مغز رخ دهد.    عدم تمایز گلیال، همانطور که با رنگ‌آمیزی منفی برای پروتئین اسیدی فیبریلاری گلیال (GFAP) نشان داده می‌شود، ممکن است پیش آگهی مطلوبی را ایجاد کند.

## اپیدمیولوژی
میانگین سنی در هنگام تشخیص ۵سال است.   با این که بیشتر موارد در کودکان خردسال رخ می‌دهد، اما مواردی در بزرگسالان نیز گزارش شده است.  احتمال بروز بیماری در زن و مرد و در بین نژادهای مختلف به تساوی وجود دارد.